# Ahotel Hotel Ljubljana
AHOTEL Hotel Ljubljana je eden izmed hotelov s 4 zvezdicami v Ljubljani. 